# Odochilus balthasari
Odochilus balthasari är en skalbaggsart som beskrevs av Rakovic 1987. Odochilus balthasari ingår i släktet Odochilus och familjen Aphodiidae. Inga underarter finns listade i Catalogue of Life.